# Wade–Giles
Wade–Giles, às vezes abreviado Wade, é um sistema de romanização (notação fonética e transliteração) para a língua chinesa utilizado principalmente no variante do Mandarim. Foi o principal sistema de transliteração da língua chinesa nos países de língua inglesa durante maior parte do século XX, usado em vários livros de referência padrão e em todos os livros sobre a China publicados antes de 1979.
Foi substituído pelo sistema Hanyu Pinyin na República Popular da China, mas ainda permanece em uso na Taiwan.

## História
Foi desenvolvido a partir de um sistema produzido por Thomas Francis Wade em 1859 e chegou à forma final com o Dicionário Chinês-Inglês de Herbert Giles de 1912.
Foi criado para ser usado por especialistas em língua chinesa, o que tem levado ao senso comum imaginar que não é intuitivo ou útil para ensinar a pronúncia chinesa.
Substituiu os sistemas de romanização baseados em Nanjing que tinham sido comuns até o século XIX.
A República da China em Taiwan tem usado o sistema Wade–Giles há décadas como o padrão de facto coexistindo com muitos sistemas oficiais, porém pouco conhecidos, como o Gwoyeu Romatzyh (1928), MPS II (1986) e o Tongyong Pinyin (2000). Por outro lado, o sistema Hanyu Pinyin, criado bem mais recentemente, é o sistema oficial de transcrição ou foneticismo usado na República Popular da China.
Os topônimos de Taiwan em uso internacional ainda estão quase todos escritos com o sistema Wade–Giles. As pessoas de origem chinesa que vivem fora da China também escrevem seus nomes utilizando este sistema de romanização, embora frequentemente não respeitem algumas regras de pontuação.
O Sistema Postal Pinyin é baseado no sistema Wade–Giles, mas incorpora várias exceções que não respeitam as regras do sistema.

## Consoantes aspiradas e não-aspiradas
Uma reclamação frequente acerca do sistema Wade–Giles relaciona-se com o uso de apóstrofos para representação dos pares de consoantes aspiradas/não aspiradas que são importantes na fonética do Mandarim, como em p/ p', t/t', k/ k', ch/ch'. O sistema Hanyu Pinyin trata este problema utilizando letras latinas diferentes para representar estes mesmos pares de consoantes aspiradas/não aspiradas como em b/p, d/t, g/k, zh/j, ch/q. Isto gera maior confusão entre pessoas ocidentais, pois o b não representa a consoante sonora b do Português, mas o som de p, enquanto o p representa um fonema aspirado, não existente em Português. Note-se assim a confusão quando um lusófono pronuncia Beijing, quando o fonema inicial é mais próximo do que se pronuncia na palavra Pequim.
A vantagem do uso de apóstrofos é que se preserva as letras b, d, g e j para romanização de outros dialetos chineses que usam consoantes sonoras tais como o dialeto de Taiwan (Hō-ló-oē). Este dialeto do chinês utiliza há séculos o sistema de romanização conhecido como Missionary Romanisation, similar ao Wade–Giles.
As pessoas que desconhecem o sistema Wade–Giles ignoram os apóstrofos e até os eliminam quando copiam textos, ignorando que eles são informação importante da fonética do Mandarim. Os passaportes da República da China em Taiwan ignoram completamente os apóstrofos, portanto estes nunca são utilizados nos nomes de descendentes de taiwaneses residentes no estrangeiro. O mesmo ocorre como topônimos quando grafados fora da República da China em Taiwan.
Em parte por isto, os quatro sons representados em Hanyu Pinyin por j, q, zh e ch são comumente escritos com ch em muitos nomes de pessoas ou na literatura, apesar de serem fonemas consonantais totalmente distintos do Mandarim. Contudo, se os apóstrofos são mantidos, o sistema Wade–Giles adequa-se perfeitamente à fonética do Mandarim revelando uma simetria que não permite a confusão:
- fonemas retroflexos ch- (zh-em Hanyu Pinyin) e ch'- (ch- em Hanyu Pinyin)) estão sempre antes de -a, -e, -ih, -o ou -u;
- fonemas não-retroflexos ch- (j- em Hanyu Pinyin) e ch'- (q- em Hanyu Pinyin) só ocorrem antes de -i or -ü.

O dicionário Chinês-Inglês de Giles usava originalmente apóstrofos virados à esquerda (‘). Esta orientação foi seguida pelos sinólogos até a década de 1950 ou 1960, quando começou a ser gradualmente usado apóstrofos virados à direita (’) na literatura acadêmica. As publicações on-line quase sempre utilizam o apóstrofo simples.

## Um fonema e vários grafias
Apesar de utilizar a mesma letra para grafar fonemas consonantais aspiradas/não aspirados, o mesmo fonema consonantal poderá ser representado por diferentes letras.
Existem duas versões de romanização no sistema Wade–Giles para três fonemas consonantais que poderão ser representado por  ts/tz, ts'/tz e s/ss . Assim temos:
- usa-se tz- em tzu, mas usa-se ts- antes de outras vogais (como tsung (que em Hanyu Pinyin grafa-se como zong);
- usa-se tz- em tz'u, mas usa-se ts'- antes das outras vogais;
- usa-se szu ou ssu, mas usa-se apenas s- antes das outras vogais.

Note-se que as versões mais antigas do sistema Wade–Giles grafavam tsû (para tzu), ts'û para tz'u) e ssû (para szu ou ssu), que são escritos no sistema Hanyu Pinyin como zi, ci e si.

## Precisão com rima vazia
O sistema Wade–Giles tem uma precisão não encontrada em outros sistemas de romanização devido a distinção dos fonemas conhecidos como rimas vazias (空韻). Assim utiliza:
- -u (anteriormente -û) depois das consoantes sibilante tz-, tz'-, e s- (representados em Hanyu Pinyin como z-, c- e s-).
- -ih depois do ch- retroflexo, ch'-, sh- e j- (representados em Hanyu Pinyin como zh-, ch-, sh-, and r-).

Estes fonemas são todas escritos como -i em Hanyu Pinyin (portanto não são distinguíveis do verdadeiro -i, como em li) ou como -ih em Tongyong Pinyin. O Zhuyin não é um sistema de romanização, portanto não requer a representação das rimas vazias.

## Troca parcial de"-e"com"-o"
O fonema vocálico não-arredondado meio-fechado do fundo usualmente escrito como
-e no sistema Wade–Giles (como também em Hanyu Pinyin), é escrito algumas vezes como -o. Quando isolado, este fonema é escrito como o ou ê. Quando colocado com um fonema consonantal é escrito -e; exceto quando precedido por k-, k'- e h-, quando será escrito -o, formando as sílabas ko, k'o e ho (representadas em Hanyu Pinyin como ge, ke e he).

## Troca parcial de"-o"com"-uo"
O fonema usualmente escrito como -o, é escrito -uo quando precedido por sh-, k-, k'- e h- (shuo, kuo, k'uo e huo).
Note-se que as sílabas ko, k'o e ho (representadas em Hanyu Pinyin como ge, ke e he) possuem o mesmo fonema vocálico representado por -e nos outros casos.

## PontuaçãoeCapitalização
O sistema Wade–Giles usa hifens para separar as sílabas dentro de uma palavra, enquanto o Hanyu Pinyin usa apóstrofos.
Se a sílaba não for a primeira em uma palavra, sua primeira letra não será maiúscula, mesmo se for um nome próprio.
O uso de hifens e capitalização frequentemente não é utilizada em nomes pessoais e toõnimos quando fora da República da China em Taiwan.
A maioria dos nomes de pessoas de origem taiwanesa residentes no exterior não segue estas regras, apesar de seu nome ser romanizado utilizando o sistema Wade–Giles. Por exemplo, nomes como "Tsai Tai Lun" ou "Tsai Tai-Lun" (sendo Tsai o sobrenome, o nome da família), ou então, "Chan Tung Peng" ou "Chan Tung-Peng" (sendo Chan o sobrenome, o nome da família) deveriam ser escritos como "Tsai Tai-lun" e "Chan Tung-peng" caso seguissem rigorosamente o sistema Wade–Giles.
A questão da capitalização surge parcialmente porque os passaportes da República da China em Taiwan capitalizam todos as letras do nome do portador colocado ao lado da fotografia. Além disto, estadunidenses consideram que a sílaba do meio é o segundo nome (middle name), como é comum de se utilizar nos Estados Unidos.

## Tons
O sistema Wade–Giles usa um número superescrito para indicar os tons da Mandarim, enquanto o Hanyu Pinyin utiliza acentos diacríticos.
As marcas de tons do sistema Wade–Giles somente são utilizados em textos de estudos chineses, embora sejam imprescindíveis para distinguir as diferentes palavras.

## Outras diferenças com oHanyu Pinyin
- Wade–Giles escolheu o j- para representar uma pronúncia do chinês do norte que é representada como -r em Hanyu Pinyin;
- Ü (como em 玉, "jade") sempre tem trema, enquanto o Hanyu Pinyin somente emprega o trema nas sílabas lü, lüe, nü e nüe;
- O agrupamento vocàlico escrito como -ung é escrito como -ong em Hanyu Pinyin (por exemplo, Confúcio é K'ung-fu-tzu no sistema Wide-Giles, e Kǒng Fūzǐ em Hanyu Pinyin;
- O agrupamento vocálico escrito como -uei depois de um fonema consonantal no sistema Wade–Giles é escrito como -ui em Hanyu Pinyin . Contudo, estas duas formas de romanização, ao contráio das outras, usam as mesmas combinações -iu e -un para os agrupamentos vocálicos que completos são pronunciados como -iou e -uen;
- I nunca é diretamente precedido no sistema Wide-Giles por y, como em Hanyu Pinyin. A única exceção são os topônimos que não tem hífens, pois sem um y poderia haver ambiguidade na palavra;
- O fonema vocálico indistinto -eh!, conhecido como "schwa" em inglês, quando isolado em uma sílaba, é escrita no sistema Wide-Gilescomo ê, do mesmo modo que em Hanyu Pinyin. Porém, ao contrário do Hanyu Pinyin, o qual sempre usa -e, se há uma consoante precedendo o som, o sistema Wade–Giles usa -eh;
- Além do fonema vocálico indistinto, ê é utilizado em êrh para representar o fonema escrito em Hanyu Pinyin como er .